# Maurice Caveing
Maurice Caveing   (4t arrondissement de Lió, 9 de juny de 1923 - 13è districte de París, 6 de setembre de 2019) va ser un historiador de les matemàtiques francès especialitzat en la història de les matemàtiques a l'Antiguitat, des de Mesopotàmia i l'Antic Egipte a l'Antiga Grècia.
En els seus escrits epistemològics intenta demostrar com, a través dels seus esforços, els homes han construït la matemàtica en el seu context social i cultural. El seu procés de pensament el fa apropar-se al positivisme i l'humanisme.
Entre els seus treballs més destacats hi ha la seva extensa tesi doctoral, anomenada La constitution du type mathématique de l'idéalité dans la pensée grecque (1982) constava d'una primera part sobre els antecedents en civilitzacions veïnes. Aquesta part va engendrar posteriorment un estudi molt complet, que ha titulat Essai sur le savoir mathématique dans la Mésopotamie et l'Égypte anciennes. També destaca entre els seus escrits una introducció general als Elements d'Euclides.
Ja retirat professionalment, ha treballat a Lilla la major part de la seva vida laboral.

## Obres

### Llibres
- La constitution du type mathématique de l'idéalité dans la pensée grecque, Lille, Atelier National de Reprod. des thèses, 1982.
- Zénon d'Elée. Prolégomènes aux doctrines du continu. Étude historique et critique des Fragments et Témoignages, París, Vrin, 1982.
- Le matin des mathématiciens, París, Belin, 1985.
- Essai sur le savoir mathématique dans la Mésopotamie et l'Égypte anciennes, Lille, Presses Universitaires de Lille, 1994, ISBN 2-85939-415-X.
- La Figure et le nombre. Recherches sur les premières mathématiques des Grecs, Lille, Presses universitaires du Septentrion, 1997.
- L'Irrationalité dans les mathématiques grecques jusqu'à Euclide, Lille, Presses universitaires du Septentrion, 1998.
- Le problème des objets dans la pensée mathématique, París, Vrin, 2004.

### Articles
- Amb Jacques Monod, François Halbwachs, Jacques Roger et al., Épistémologie et marxisme, París, Union générale d'éditions, 1972.
- «Les numérotations dans l'histoire», Revue la Recherche, maig, núm. 67, 1976, pp. 488-491.
- «Sur la constitution des mathématiques en sciences théoriques», Bulletin de la société française de philosophie, abril-juny 1979 (sessió del 27 de gener de 1979).
- «Le traitement du continu dans Euclide et dans Aristote», en Penser les mathématiques, ed. pel Séminaire de philosophie et mathématiques de l'ENS (J. Dieudonné, M. Loi i R. Thom), París, Seuil, 1982.
- «L'originalité radicale des Grecs en mathématiques tient-elle du miracle?», a Le miracle grec: Actes du IIème colloque sur la pensée antique, 18-19-20 de maig de 1989, Niça, 1989.
- «Quelques précautions dans l'emploi de l'idée de nombre», L'Homme, 116, octubre-desembre, 1990.
- «L'Histoire des mathématiques de l'Antiquité», Revue de Synthèse, 4 S. núm. 4, octubre-desembre, 1998, p. 485-510.